# Sinfonie in D-Dur D 936A (Schubert)

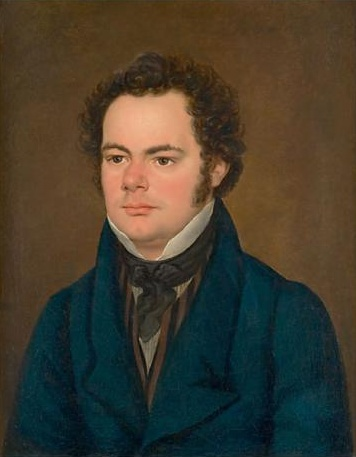
Franz Schubert 1827 (Ölgemälde von Anton Depauly)

Schuberts Entwürfe zu einer Sinfonie in D-Dur, D 936A sind ein unvollständiges Werk, das nur in einem sogenannten Particell auf zwei Notensystemen überliefert ist. Der Komponist schrieb es in den letzten Wochen seines kurzen Lebens. Die Existenz von Sinfonie-Fragmenten Schuberts in D-Dur war seit längerem bekannt, aber erst seit der 1978 von Ernst Hilmar herausgegebenen Faksimile-Edition ist klar, dass Schubert tatsächlich drei verschiedene Sinfonien (D 615, D 708 A und D 936 A) in dieser Tonart skizziert hat. Es existieren verschiedene Versuche, das vorhandene Material aufführbar zu machen, der früheste von Peter Gülke (1982). Brian Newbould schrieb eine komplettierte Orchesterversion der Sinfonie, welche schließlich unter dem Titel Sinfonie Nr. 10 aufgeführt, veröffentlicht und aufgenommen wurde.

## Zeitgenössische Geschichte
Die Skizze wird auf die letzten Lebenswochen des Komponisten datiert, also Oktober–November 1828, und gilt als dessen letzte Symphonie, die sein Freund Eduard von Bauernfeld in einer Würdigung Schuberts erwähnte, die in der Wiener Zeitschrift für Kunst, Literatur, Theater und Mode am 13. Juni 1829 erschien.
Manchen erscheint die Musik dieser Sinfonie bis zu einem gewissen Grad von hohem Forschungswert und sie enthält ungewöhnliche Elemente, vor allem die Mischform im dritten Satz und die kontrapunktische Stimmführung, die im größten Teil des musikalischen Materials vorherrscht. Die Skizzen zum dritten Satz vermischen sich mit einigen Kontrapunktübungen, von welchen vermutet wird, dass sie mit den Kontrapunktstunden zusammenhängen, die Schubert von Simon Sechter einige Wochen vor seinem Tod 1828 erhalten hatte.

## Vorhandenes Material der einzelnen Sätze
Die Skizzen sind auf zwei Notensystemen geschrieben und bestehen aus einer führenden Stimme und Harmonien, die komplett oder teilweise ausgeschrieben sind. Das Manuskript weist auf eine Komposition für über 30 Instrumente hin, bestärkt dadurch, dass das beabsichtigte Orchester ähnlich der Größe der Sinfonien in h-Moll und der Großen C-Dur war und ein Trio der Posaunen enthielt.
Das Manuskript enthält Entwürfe für drei Sätze und jeder Satz hat eine andere Taktart. Fachleute sind sich einig, dass der zweite Satz so gut wie fertiggestellt war, während die anderen beiden Sätze nicht komplett waren. Newbould zufolge sind der zweite und dritte Satz vollständig, beim ersten Satz fehle nur die Reprise.

### Erster Satz
Allegro maestoso in D-Dur, 

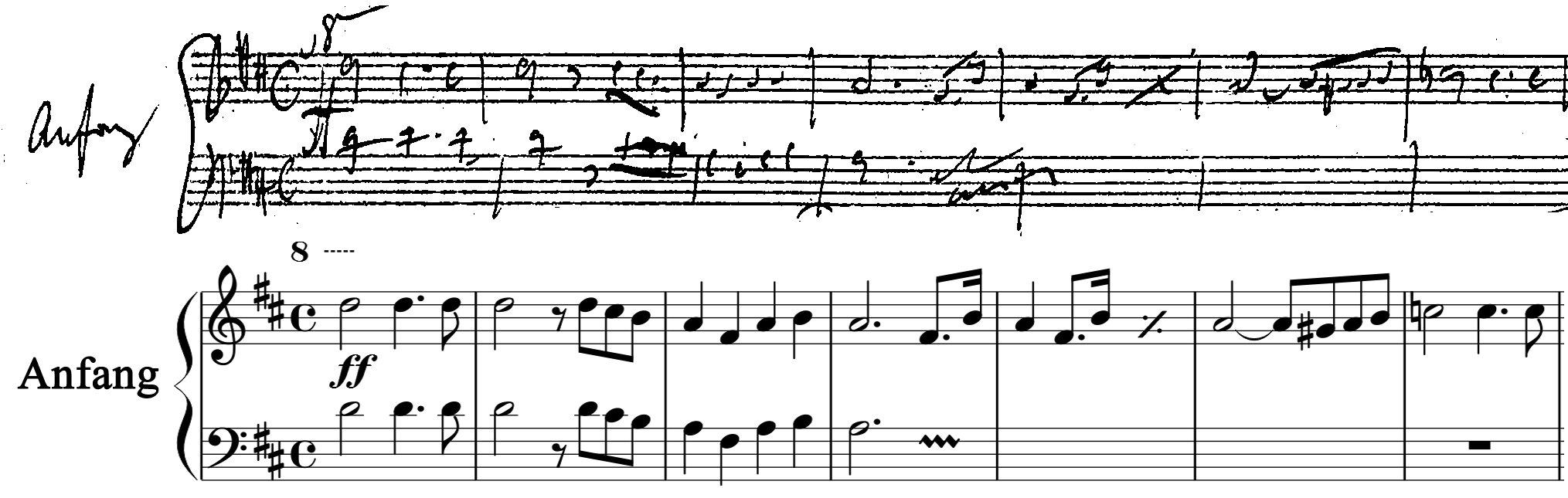
Der Beginn des ersten Satzes aus Schuberts Manuskript. In der Exposition des Satzes, der in Sonatensatzform geschrieben ist, strich der Komponist das erste Thema und die Fortführung und schrieb eine überarbeitete Form auf eine separate Seite. Um Verwirrungen vorzubeugen, notierte er über dem Satz „Anfang“.

Für den ersten Satz, welcher der Sonatensatzform entspricht, schrieb Schubert die komplette Exposition. Der Grund ist nicht bekannt, aber er strich das erste Thema und die Überleitung weg und schrieb sie auf der folgenden Seite neu auf; diese führen zu dem zweiten Thema, das er im ersten Entwurf schon geschrieben hatte. Die Exposition endet in mehreren Kadenzen in A-Dur und das Tempo ändert sich von Allegro maestoso zu Andante, und die Tonart ändert sich zu b-Moll. Der neue Teil hat eine unkonventionelle Durchführung und klingt wie eine feierliche, chorähnliche Variation des zweiten Themas und wird von den Posaunen gespielt. Nach Newbould ist die komplette Durchführung ausgeschrieben, aber ohne Reprise. Schließlich folgt die Coda des Satzes in Form einer Serie von kurzen Elementen, die als Presto markiert wurden.

### Zweiter Satz
Andante in h-Moll, 3

8

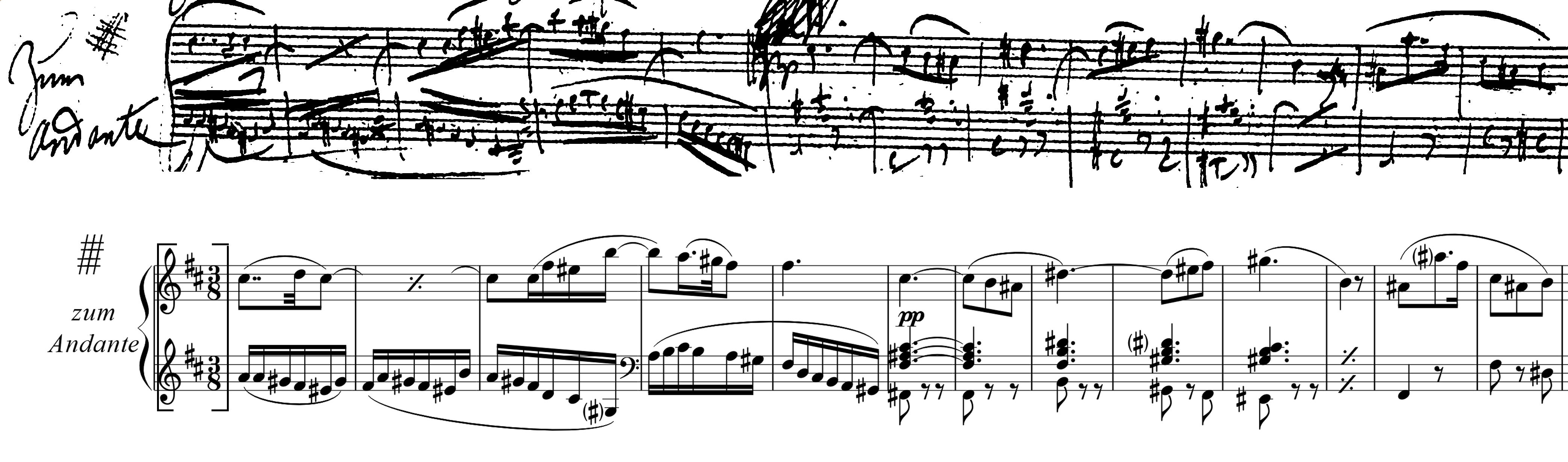
Im Nachhinein fügte Schubert ein Fis-Dur-Thema an das Ende der Exposition des zweiten Satzes, das er auf eine separate Seite schrieb. Um Missverständnisse zu vermeiden, markierte er die Passage mit „Zum Andante gehörend“. Die ersten fünf Takte tauchten bereits im originalen Entwurf des ersten Satzes auf. Das Kreuzzeichen, das oben links im Bild zu sehen ist, weist auf den Punkt hin, wo das Fragment eingefügt werden soll.

Der zweite Satz, dessen Lyrik an Schuberts Komposition Winterreise erinnert, genauso wie an Mahlers Kindertotenlieder, ist auch in der Sonatensatzform komponiert. In seiner Skizze strich Schubert die Coda, trotz des dadurch offensichtlichen Rückgangs der Qualität. Eine schwermütige (mit Newboulds Worten) Fis-Dur-Melodie am Ende der zweiten Themengruppe tauchte also später in dem Satz nicht mehr auf (sie wurde im Nachhinein auf einer anderen Seite hinzugefügt, offensichtlich nachdem die Coda verworfen wurde).
Newbould behauptet, dass die Fis-Dur-Melodie „zu schön“ war, als dass man sie nur einmal hören sollte, und dass es Schuberts Absicht war, sie in der Reprise noch einmal zu wiederholen (in der Tonika), und zwar vor der Coda (wie man es in der Sonatensatzform erwartet), aber er verwarf dieses Detail und fuhr mit dem dritten Satz fort.

### Dritter Satz
Scherzo (Allegro moderato in Newboulds Version) in D-Dur, 2
4

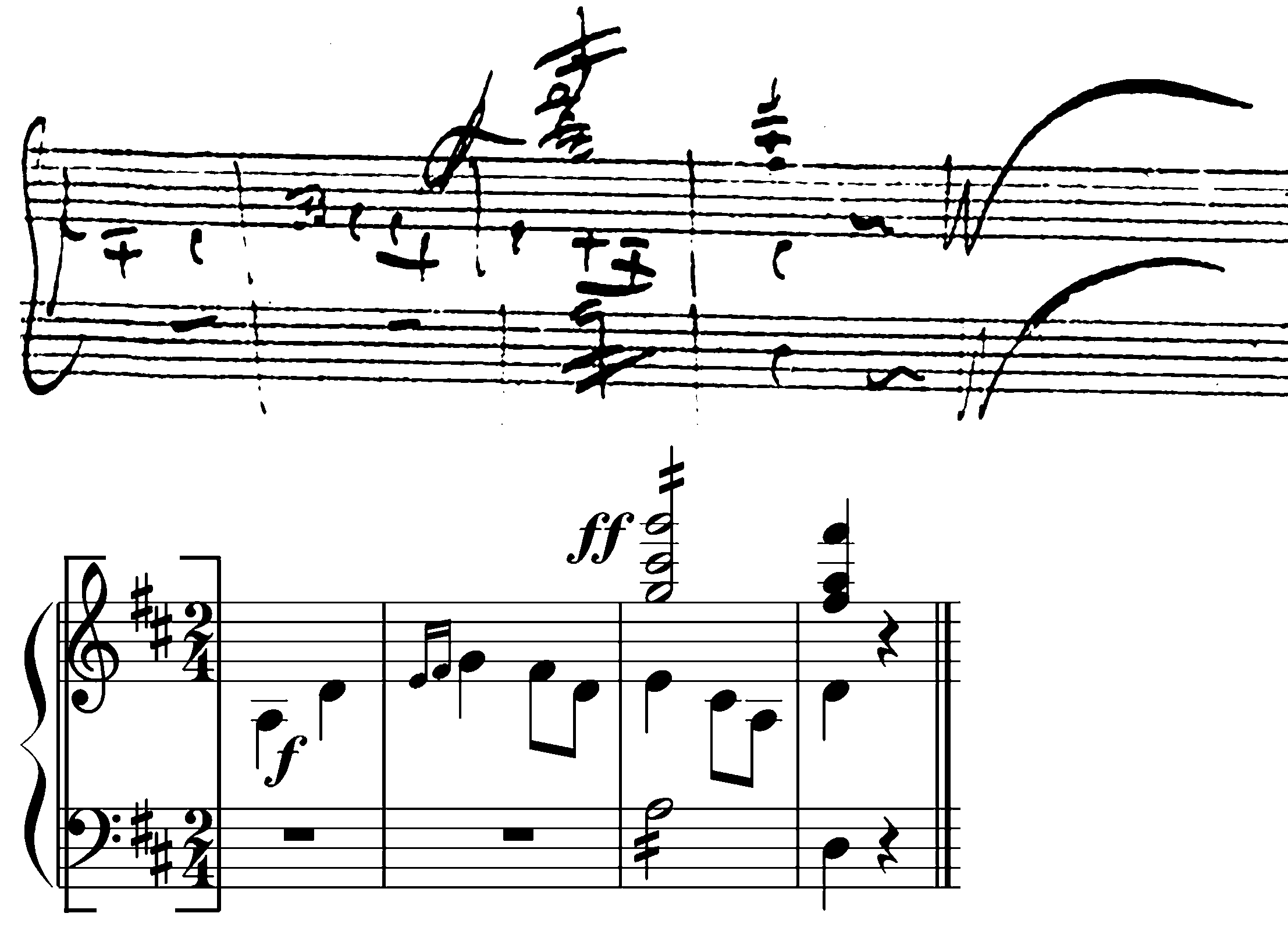
Die vier letzten Takte des dritten Satzes, Besonderheit ist das Motiv, welches es eröffnet (notiert in der finalen Barline). Obwohl hier verschiedene, ungeordnete Teile erscheinen, ist der Satz, laut Newboulds Meinung, komplett.

Der dritte Satz wurde zuerst als „Scherzo“ bezeichnet, obwohl er im 2/4-Takt notiert wurde. Nachdem Schubert ein paar Takte geschrieben hatte, hörte er auf und füllte die Seite stattdessen mit Kontrapunktübungen, um die Kompatibilität der Elemente zu testen und um dem ursprünglichen Anfang eine logische Kontinuität zu geben. Auf einem anderen Notenblatt beginnt der Satz von neuem, und diesmal wurde der komplette Satz in die Tat umgesetzt und er wird zum Finale der Symphonie (Newbould folgend). Der Satz ist unkonventionell, sowohl für ein Scherzo, als auch für ein Finale. Was im ersten Entwurf als das Trio eines Scherzos in dreiteiliger Form beabsichtigt war, wurde eine Version später, als das Stück umgeformt wurde, zu einem Rondo. Der Satz ist durchsetzt mit Kontrapunkten (Kanon, Umkehrung, Fuge, Augmentation), und die zwei Hauptthemen (die originalen „Scherzo“- und „Trio“-Themen) wurden am Ende der Sinfonie kopiert. Newbould zufolge mussten verschiedene mittelgroße Teile des Satzes umgebildet werden, um den Satz zu verstehen, und zwei der Teile wurden von Schubert verworfen (obwohl sie nicht explizit aus dem Manuskript herausgelöscht wurden), da ihr Material und ihre Funktion von anderen Stellen übernommen wurden.

## Versuche zur Vervollständigung

### Newboulds Vervollständigung
Nach Newbould wurden die Exposition und die Fortführung des ersten Satzes komplett ausgeschrieben und die Reprise basierte auf der Exposition mit der relevanten Transposition. Nur 11 Takte basierten auf dem vorherigen Übergangsmaterial oder sind von Newbould komponiert und hinzugefügt worden. Für die Coda machte er seine Rekonstruktionen eher nach seinen eigenen Vermutungen, aber Schubert hinterließ eine Serie von Elementen, die mit Presto markiert waren, welche den gesamten Verlauf klar erscheinen lassen. Seiner Meinung nach hinterließ der Komponist genug Hinweise, um die korrekte Reihenfolge der Elemente zu erkennen.
Im zweiten Satz wiederholte Newbould die Fis-Dur-Melodie (diesmal in der Tonika H-Dur) am Ende der Reprise, analog zur Exposition. Er benutzte also die Coda, die Schubert verworfen hatte; denn er glaubte, dass sie gestrichen wurde, um sie noch einmal neu zu schreiben.
Für den dritten Satz schrieb Newbould manche Teile um (die ihm nicht in der richtigen Reihenfolge schienen) und verwarf zwei davon, die seiner Meinung nach von Schubert gestrichen worden waren (obwohl sie nicht explizit aus dem Manuskript gelöscht worden waren), da das Material und die Funktion von anderer Stellen übernommen worden waren.

### Bartholomées Ergänzungen
Der belgische Dirigent Pierre Bartholomée betrachtete Newboulds Vervollständigungen als zu respektvoll und konservativ. Später reharmonisierte er Teile davon, um die Idee von Schuberts späterem Stil zu würdigen, und bezog sich mehr auf die Entwicklung zu den Anfängen des Kontrapunktes, die nur im Manuskript zu erkennen waren. Er fügte also das Scherzo des Sinfonie-Fragments D 708A als [zusätzlichen] dritten Satz ein und erweiterte somit das Fragment zu einer viersätzigen Form. In diesem Aspekt ist Bartholomées Fassung angreifbar, da das Fragment der Sinfonie D 936A von Schubert offenbar in dreisätziger Form konzipiert wurde, bei dem im letzten Satz Elemente eines Scherzos und eines Rondos gemischt sind. Außerdem missachtete Bartholomée die zu Schuberts Zeit verfügbaren Instrumente, da er für chromatische Hörner und Trompeten schrieb.

## Werke mit Bezug zu der Sinfonie
Die Komposition Rendering von Luciano Berio aus dem Jahr 1989 basiert auf den Entwürfen zu dieser Sinfonie.